# Linda Bouwens
Linda Bouwens (2 mei 1984) is een Nederlandse oud-marathon- en langebaanschaatsster, die na haar sportcarrière ploegleider werd van marathonploegen. Anno 2025 leidt ze Groenehartsport.nl en werkt ze voor de KNSB als marketing manager.

## Langebaan
Bouwens reed in het seizoen 2008/2009 in het KNSB Regiotop-team en reed meerdere jaren in de langebaanploeg van het Gewest Zuid-Holland. Haar beste plek op een Nederlands kampioenschap was de zevende plek op de NK allround 2010. Op 29 april 2010 maakte ze bekend na elf jaar te stoppen met schaatsen omdat de overtuiging beter te worden er niet was en zij zich wilde richten op haar maatschappelijke carrière.

## Marathons
Na een jaar pauze werd Bouwens in 2011 actief in de marathon Topdivisie, bij Team De Boer RVS-Melbo International, en later Team Bouma en Team Okkinga Communicatie. In 2015 werd ze door een vernauwing in een liesslagader gedwongen om te stoppen met topsport, waarna ze ploegleider werd.
In 2018 kwam ze als vijfde over de streep op het Open Oostenrijkse Kampioenschap op de Weissensee, waarmee ze zilver won bij de niet-landelijke rijdsters.

## Ploegleider
Van 2015 tot 2018 was Bouwens ploegleider van Team Monalyse-Sportvrouw.com. Na een jaar pauze pakte ze in 2019 de ploegleidersrol weer op bij Groenehartsport.nl. De ploeg fuseerde in 2020 met de Topdivisieploeg Sportchalet Viehhofen.

## Werk
Bouwens studeerde marketingcommunicatie. Na haar studie analyseerde ze onder meer hoe merken in de media worden gepresenteerd. Anno 2025 werkt ze bij de KNSB als marketing manager.

## Persoonlijke records
| Afstand      | Tijd     | Datum            | Baan       |
| ------------ | -------- | ---------------- | ---------- |
| 500 meter    | 40,80    | 5 januari 2008   | Heerenveen |
| 1000 meter   | 1.20,25  | 5 januari 2008   | Heerenveen |
| 1500 meter   | 2.01,42  | 27 december 2009 | Heerenveen |
| 3000 meter   | 4.16,15  | 24 november 2009 | Heerenveen |
| 5000 meter   | 7.28,63  | 9 maart 2008     | Groningen  |
| 10.000 meter | 15.56,87 | 25 maart 2002    | Heerenveen |

## Resultaten
| Jaar | NK Afstanden                  | NK Sprint | NK Allround |
| ---- | ----------------------------- | --------- | ----------- |
| 2003 |                               |           | 15e         |
| 2004 |                               |           |             |
| 2005 |                               |           |             |
| 2006 |                               | 16e       | 15e         |
| 2007 | 16e 1500m 15e 3000m           |           | 18e         |
| 2008 | 19e 1500m 17e 3000m           | 16e       | 11e         |
| 2009 | 21e 1000m 15e 1500m 15e 3000m |           | 13e         |
| 2010 | 16e 1500m 11e 3000m 9e 5000m  |           | 7e          |